# Szpekuchy
Szpekuchy (Speckkuchen, Speck-kuchen, reg. kowieński: szpekucha) – pieczone pierogi z ciasta drożdżowego z farszem ze słoniny. Potrawa kuchni kresowej, jak podaje Melchior Wańkowicz – typowo litewska. Znana też w innych regionach Polski. Podawało się je do barszczu czerwonego z suchą kiełbasą. 
Jak pisała Elżbieta Kiewnarska, szpekuchy mają swoje korzenie w kuchni Niemców bałtyckich. W języku niemieckim Speckkuchen oznacza placek (zapiekankę) ze słoniną lub boczkiem. 
Wincenta Zawadzka w swojej książce Kucharka litewska podała następujący przepis:

Rozczynić ciasto jak na zwyczajne bułeczki. Pokrajać w kostki świeżą słoninę i podsmażyć z drobno usiekaną cebulką. Robić z ciasta zwyczajne pierożki, nałożyć wyżej wymienioną słoniną, każdy umaczać mocno w roztopionem maśle w rondlu i układać je szczelnie jeden przy drugim; skoro się rząd ułoży, można drugi nakładać, lecz zawsze każdy pierożek umaczać w roztopionem maśle, nakryć pokrywą, niech podrosną, poczem stawić do pieca, jak na bułeczki. Skoro się wywróci na półmisek, każdy łatwo się rozdzieli za dotknięciem. Można je gotować na parze jak pyzy.

W wydanym jeszcze w XIX wieku Praktycznym kucharzu warszawskim zamieszczono przepis na szpekuchy (Speck-kuchen) z dodatkiem rodzynek:

Funt młodej słoniny pokrajać w kostkę, posolić, popieprzyć i na wpół usmażyć z drobno usiekaną cebulką. Z drożdżowego ciasta zrobić pierożki, nakładać tym farszem ze słoniny, brzegi dobrze zawinąć, posmarować jajkiem i wstawić w piec, jak na bułki. Kto lubi, może do słoniny, skoro ta wystygnie, dodać drobnych czarnych rodzenków.

Podobną recepturę podała m.in. Lucyna Ćwierczakiewiczowa w 365 obiadów za pięć złotych. Nadzienie według jej przepisu składa się ze lekko przesmażonej słoniny, przesmażonej cebuli i czarnych rodzynek. Wyrośnięte ciasto nadziewa się, zawija w pierogi i po ponownym podrośnięciu wypieka w piecu.